# Llista de torneigs d'escacs d'alt nivell
La llista de torneigs d'escacs d'alt nivell d'aquest article mostra els torneigs d'escacs més forts de la història i actualment. Hom considera que un torneig d'escacs és d'alt nivell quan té categoria FIDE superior a 10.

## 2010–2019
| Any  | Torneig           | Guanyador                                             |
| ---- | ----------------- | ----------------------------------------------------- |
| 2010 | Reggio Emilia     | Gata Kamsky, Zoltán Almási                            |
| 2010 | Wijk aan Zee      | Magnus Carlsen                                        |
| 2010 | Gibraltar         | Michael Adams                                         |
| 2010 | Aeroflot          | Lê Quang Liêm                                         |
| 2010 | Linares           | Vesselín Topàlov                                      |
| 2010 | Havana            | Vasil Ivantxuk                                        |
| 2010 | Bazna             | Magnus Carlsen                                        |
| 2010 | Dortmund          | Ruslan Ponomariov                                     |
| 2010 | Bilbao            | Vladímir Kràmnik                                      |
| 2010 | Nanjing           | Magnus Carlsen                                        |
| 2010 | Hoogeveen         | Maxime Vachier-Lagrave                                |
| 2010 | Moscow            | Levon Aronian, Serguei Kariakin, Xakhriar Mamediàrov  |
| 2010 | London            | Magnus Carlsen                                        |
| 2011 | Reggio Emilia     | Vugar Gaixímov, Francisco Vallejo Pons                |
| 2011 | Wijk aan Zee      | Hikaru Nakamura                                       |
| 2011 | Gibraltar         | Vasil Ivantxuk                                        |
| 2011 | Aeroflot          | Lê Quang Liêm, Nikita Vitiúgov, Ievgueni Tomaixevski  |
| 2011 | Havana            | Vasil Ivantxuk, Lê Quang Liêm                         |
| 2011 | Bazna             | Magnus Carlsen, Serguei Kariakin                      |
| 2011 | Biel              | Magnus Carlsen                                        |
| 2011 | Dortmund          | Vladímir Kràmnik                                      |
| 2011 | Khanty-Mansiysk   | Piotr Svídler                                         |
| 2011 | São Paulo-Bilbao  | Magnus Carlsen                                        |
| 2011 | Poikovsky         | Étienne Bacrot                                        |
| 2011 | Saratov           | Aleksandr Morozévitx                                  |
| 2011 | Hoogeveen         | Vladímir Kràmnik                                      |
| 2011 | Moscow            | Levon Aronian, Magnus Carlsen                         |
| 2011 | London            | Vladímir Kràmnik                                      |
| 2012 | Reggio Emilia     | Anish Giri                                            |
| 2012 | Wijk aan Zee      | Levon Aronian                                         |
| 2012 | Gibraltar         | Nigel Short                                           |
| 2012 | Havana            | Vasil Ivantxuk                                        |
| 2012 | Malmo             | Fabiano Caruana                                       |
| 2012 | Moscow            | Magnus Carlsen                                        |
| 2012 | Dortmund          | Fabiano Caruana                                       |
| 2012 | Biel              | Wang Hao                                              |
| 2012 | London            | Vesselín Topàlov, Borís Guélfand, Xakhriar Mamediàrov |
| 2012 | Poikovsky         | Dmitri Iakovenko                                      |
| 2012 | São Paulo-Bilbao  | Magnus Carlsen                                        |
| 2012 | Bazna             | Vasil Ivantxuk                                        |
| 2012 | Tashkent          | Serguei Kariakin, Wang Hao, Aleksandr Morozévitx      |
| 2012 | London            | Magnus Carlsen                                        |
| 2012 | New Delhi         | Anton Korobov                                         |
| 2013 | Wijk aan Zee      | Magnus Carlsen                                        |
| 2013 | Gibraltar         | Nikita Vitiúgov                                       |
| 2013 | Zug               | Vesselín Topàlov                                      |
| 2013 | Baden-Baden       | Viswanathan Anand                                     |
| 2013 | Zurich            | Fabiano Caruana                                       |
| 2013 | Alekhine Memorial | Levon Aronian                                         |
| 2013 | Tal Memorial      | Borís Guélfand                                        |
| 2013 | Thessaloniki      | Leinier Domínguez                                     |
| 2013 | Dortmund          | Michael Adams                                         |
| 2013 | Biel              | Maxime Vachier-Lagrave                                |
| 2013 | Beijing           | Xakhriar Mamediàrov                                   |
| 2013 | Stavanger         | Serguei Kariakin                                      |
| 2013 | World Cup         | Vladímir Kràmnik                                      |
| 2013 | Saint Louis       | Magnus Carlsen                                        |
| 2013 | Paris             | Fabiano Caruana, Borís Guélfand                       |
| 2013 | Bazna             | Fabiano Caruana                                       |
| 2014 | Wijk aan Zee      | Levon Aronian                                         |
| 2014 | Zurich            | Magnus Carlsen                                        |

## Històric de torneigs anuals antics
| - Torneig d'escacs de Linares - Torneig d'escacs Memorial Leopold Trebitsch | - North Sea Cup - Torneig d'escacs Memorial Carlos Torre |

## Tornejos anuals actius
| - Torneig d'escacs Tata Steel - Zurich Chess Challenge - Final de Mestres del Grand Slam - Torneig d'escacs de Gibraltar Festival d'escacs de Biel | - Torneig d'escacs Memorial Mikhaïl Tal - Torneig d'escacs Dortmund Sparkassen - Torneig d'escacs de Londres - Memorial Capablanca |

## Copa del món
- Copa del Món d'escacs de 2005
- Copa del Món d'escacs de 2007
- Copa del Món d'escacs de 2009
- Copa del Món d'escacs de 2011
- Copa del Món d'escacs de 2013
- Copa del Món d'escacs de 2015